# Draft de l'NBA del 2005
El Draft de l'any 2005 de l'NBA es va celebrar el 28 de juny al Madison Square Garden de Nova York, als Estats Units.

## Primera Ronda
|  | = All-Star |

| Posició | Jugador            | Nacionalitat         | Equip NBA                                                 | Universitat/equip anterior |
| ------- | ------------------ | -------------------- | --------------------------------------------------------- | -------------------------- |
| 1       | Andrew Bogut       | Austràlia            | Milwaukee Bucks                                           | Utah                       |
| 2       | Marvin Williams    | Estats Units         | Atlanta Hawks                                             | North Carolina             |
| 3       | Deron Williams     | Estats Units         | Utah Jazz (de Portland)                                   | Illinois                   |
| 4       | Chris Paul         | Estats Units         | New Orleans Hornets                                       | Wake Forest                |
| 5       | Raymond Felton     | Estats Units         | Charlotte Bobcats                                         | North Carolina             |
| 6       | Martell Webster    | Estats Units         | Portland Trail Blazers (de Utah)                          | Seattle Preparatory School |
| 7       | Charlie Villanueva | Estats Units         | Toronto Raptors                                           | UConn                      |
| 8       | Channing Frye      | Estats Units         | New York Knicks                                           | Arizona                    |
| 9       | Ike Diogu          | Estats Units         | Golden State Warriors                                     | Arizona State              |
| 10      | Andrew Bynum       | Estats Units         | Los Angeles Lakers                                        | St. Joseph High School     |
| 11      | Fran Vázquez       | Espanya              | Orlando Magic                                             | Unicaja Málaga             |
| 12      | Yaroslav Korolev   | Rússia               | Los Angeles Clippers                                      | CSKA Moscow                |
| 13      | Sean May           | Estats Units         | Charlotte Bobcats (de Cleveland via Phoenix)              | North Carolina             |
| 14      | Rashad McCants     | Estats Units         | Minnesota Timberwolves                                    | North Carolina             |
| 15      | Antoine Wright     | Estats Units         | New Jersey Nets                                           | Texas A&M                  |
| 16      | Joey Graham        | Estats Units         | Toronto Raptors (de Philadelphia via Denver i New Jersey) | Oklahoma State             |
| 17      | Danny Granger      | Estats Units         | Indiana Pacers                                            | New Mexico                 |
| 18      | Gerald Green       | Estats Units         | Boston Celtics                                            | Gulf Shores Academy        |
| 19      | Hakim Warrick      | Estats Units         | Memphis Grizzlies                                         | Syracuse                   |
| 20      | Julius Hodge       | Estats Units         | Denver Nuggets (de Washington via Orlando)                | NC State                   |
| 21      | Nate Robinson      | Estats Units         | Phoenix Suns (de Chicago, cap a New York)                 | Washington                 |
| 22      | Jarrett Jack       | Estats Units         | Denver Nuggets (cap a Portland)                           | Georgia Tech               |
| 23      | Francisco García   | República Dominicana | Sacramento Kings                                          | Louisville                 |
| 24      | Luther Head        | Estats Units         | Houston Rockets                                           | Illinois                   |
| 25      | Johan Petro        | França               | Seattle SuperSonics                                       | Pau-Orthez                 |
| 26      | Jason Maxiell      | Estats Units         | Detroit Pistons                                           | Cincinnati                 |
| 27      | Linas Kleiza       | Lituània             | Portland Trail Blazers (de Dallas via Utah, cap a Denver) | Missouri                   |
| 28      | Ian Mahinmi        | França               | San Antonio Spurs                                         | Le Havre                   |
| 29      | Wayne Simien       | Estats Units         | Miami Heat                                                | Kansas                     |
| 30      | David Lee          | Estats Units         | New York Knicks (de Phoenix via San Antonio)              | Florida                    |

## Segona Ronda
| Posició | Jugador                  | Nacionalitat        | Equip NBA                                                | Universitat/Equip Anterior  |
| ------- | ------------------------ | ------------------- | -------------------------------------------------------- | --------------------------- |
| 31      | Salim Stoudamire         | Estats Units        | Atlanta Hawks                                            | Arizona                     |
| 32      | Daniel Ewing             | Estats Units        | Los Angeles Clippers (de Charlotte)                      | Duke                        |
| 33      | Brandon Bass             | Estats Units        | New Orleans Hornets                                      | LSU                         |
| 34      | C. J. Miles              | Estats Units        | Utah Jazz                                                | Skyline High School         |
| 35      | Ricky Sanchez            | Puerto Rico         | Portland Trail Blazers (cap a Denver)                    | IMG Academy HS              |
| 36      | Ersan Ilyasova           | Turquia             | Milwaukee Bucks                                          | Ülkerspor                   |
| 37      | Ronny Turiaf             | França              | Los Angeles Lakers (de New York via Atlanta i Charlotte) | Gonzaga                     |
| 38      | Travis Diener            | Estats Units        | Orlando Magic (de Toronto)                               | Marquette                   |
| 39      | Von Wafer                | Estats Units        | Los Angeles Lakers                                       | Florida State               |
| 40      | Monta Ellis              | Estats Units        | Golden State Warriors                                    | Lanier High School          |
| 41      | Roko Ukić                | Croàcia             | Toronto Raptors (de Orlando)                             | KK Split                    |
| 42      | Chris Taft               | Estats Units        | Golden State Warriors (de L.A. Clippers via New Jersey)  | Pittsburgh                  |
| 43      | Mile Ilić                | Sèrbia i Montenegro | New Jersey Nets                                          | KK Reflex                   |
| 44      | Martynas Andriuškevičius | Lituània            | Orlando Magic (de Cleveland, cap a Cleveland)            | Žalgiris                    |
| 45      | Louis Williams           | Estats Units        | Philadelphia 76ers                                       | South Gwinnett High School  |
| 46      | Eražem Lorbek            | Eslovènia           | Indiana Pacers                                           | Climamio Bologna            |
| 47      | Bracey Wright            | Estats Units        | Minnesota Timberwolves                                   | Indiana                     |
| 48      | Mickaël Gelabale         | França              | Seattle SuperSonics (de Memphis)                         | Real Madrid                 |
| 49      | Andray Blatche           | Estats Units        | Washington Wizards                                       | South Kent HS (Connecticut) |
| 50      | Ryan Gomes               | Estats Units        | Boston Celtics                                           | Providence                  |
| 51      | Robert Whaley            | Estats Units        | Utah Jazz (de Chicago via Houston)                       | Walsh                       |
| 52      | Axel Hervelle            | Bèlgica             | Denver Nuggets                                           | Reial Madrid                |
| 53      | Orien Greene             | Estats Units        | Boston Celtics (de Sacramento)                           | Louisiana-Lafayette         |
| 54      | Dijon Thompson           | Estats Units        | New York Knicks (de Houston, cap a Phoenix)              | UCLA                        |
| 55      | Lawrence Roberts         | Estats Units        | Seattle SuperSonics (cap a Memphis)                      | Mississippi State           |
| 56      | Amir Johnson             | Estats Units        | Detroit Pistons                                          | Westchester High School     |
| 57      | Marcin Gortat            | Polònia             | Phoenix Suns (de Dallas via New Orleans)                 | RheinEnergie Köln           |
| 58      | Uros Slokar              | Eslovènia           | Toronto Raptors (de Miami)                               | Snaidero Udine              |
| 59      | Cenk Akyol               | Turquia             | Atlanta Hawks (de San Antonio)                           | Efes Pilsen                 |
| 60      | Alex Acker               | Estats Units        | Detroit Pistons (de Phoenix via Utah i Philadelphia)     | Pepperdine                  |